# Typ 98B
Typ 98B – japoński czołg lekki, skonstruowany w zakładach Mitsubishi. Nie produkowany seryjnie.
W 1938 r. rozpoczęto badania prototypów czołgów lekkich, następców czołgu Typ 95 Ha-Go. W testach udział wzięły czołgi firm Mitsubishi (Typ 98B) i Hino. Do produkcji skierowano czołg firmy Hino, który otrzymał oznaczenie Typ 98 Ke-Ni. Odrzucony prototyp firmy Mitsubishi stał się podstawą do opracowania wyprodukowanego w krótkiej serii czołgu Typ 2 Ke-To.
Czołg Typ 98B miał zawieszenie wzorowane na radzieckich czołgach BT. Składało się ono z czterech dużych, zawieszonych na sprężynach spiralnych kół jezdnych.